# Bhāskara
Pour les articles homonymes, voir Bhaskara.
 (novembre 2023).
Si vous disposez d'ouvrages ou d'articles de référence ou si vous connaissez des sites web de qualité traitant du thème abordé ici, merci de compléter l'article en donnant les références utiles à sa vérifiabilité et en les liant à la section « Notes et références ».
Bhāskara est un philosophe indien qui vécut entre le VIIIe siècle et le IXe siècle de notre ère. Il est le fondateur du Bhedabheda, une école de la tradition philosophique indienne āstika du Vedānta.